# Malayodracon robinsonii
Malayodracon robinsonii is een hagedis uit de familie agamen (Agamidae).

## Naam en indeling
De wetenschappelijke naam van de soort werd voor het eerst voorgesteld door George Albert Boulenger in 1908. Oorspronkelijk werd de naam Gonyocephalus robinsonii gebruikt. Het is de enige soort uit het monotypische geslacht Malayodracon. Lange tijd werd de hagedis tot het geslacht Gonocephalus gerekend en onder de wetenschappelijke naam Gonocephalus robinsonii is de soort in veel literatuur bekend.
De soortaanduiding robinsonii is een eerbetoon aan de verzamelaar van de eerste exemplaren; H.C. Robinson. De wetenschappelijke geslachtsnaam Malayodracon betekent vrij vertaald 'Maleisische draak'; Malaya = Maleisië en draco = draak.

## Levenswijze
De hagedis is overdag actief en is een boombewonende soort die veel klimt. De agame houdt zich op op de stammen van grotere bomen, meestal op een hoogte van minder dan drie meter boven de bodem. Ze slapen ook in een verticale positie. Op het menu staan ongewervelden zoals insecten. De vrouwtjes zetten eieren af, dit zijn er vermoedelijk tussen de vijf en zeven per legsel.

## Verspreiding en habitat
De hagedis komt voor in delen van Azië en leeft endemisch in westelijk Maleisië in de deelstaten Selangor en Pahang.
De habitat bestaat uit tropische en subtropische bossen die op enige hoogte liggen zoals bergbossen. De agame is aangetroffen op een hoogte van 600 tot 1700 meter boven zeeniveau.

## Beschermingsstatus
Door de internationale natuurbeschermingsorganisatie IUCN is de beschermingsstatus 'gevoelig' toegewezen (Near Threatened of NT).